# Nærorienten
Nærorienten er en ældre betegnelse for Mellemøsten.
Ved Carsten Niebuhr Afdelingen under Københavns Universitet, drives der forskning og undervisning i nærorientalsk arkæologi og historie.
32°48′N 35°36′Ø / 32.8°N 35.6°Ø